# Sundasciurus
Sundasciurus is een geslacht van eekhoorns uit de onderfamilie Callosciurinae dat voorkomt in Zuidoost-Azië, van zuidelijk Vietnam en het schiereiland Malakka tot Groot-Mindanao in de Filipijnen. De verwantschap van Sundasciurus met de overige Zuidoost-Aziatische eekhoorns die de Callosciurinae vormen, werd oorspronkelijk op morfologische basis voorgesteld (de soorten van Sundasciurus zijn zelfs een tijd in Callosciurus geplaatst geweest), en in een genetisch onderzoek werd de verwantschap tussen S. philippinensis en Callosciurus bevestigd.

## Taxonomie
De soorten van Sundasciurus werden al in 1915 als het geslacht Tomeutes door Oldfield Thomas van de rest van Callosciurus gescheiden op basis van de korte, gedrongen vorm van het baculum, maar dit kenmerk bleek niet consistent; er werden soorten gevonden die een brug sloegen tussen de twee verschillende vormen in Callosciurus en Tomeutes. Joseph Curtis Moore van het American Museum of Natural History ontdekte in de jaren 50 dat bij sommige Callosciurus-soorten het transbullaire septum, een richel in de bulla niet Y-, maar T-vormig is. Deze groep omvatte de meeste soorten van "Tomeutes", maar niet de typesoort, Sciurus lokroides Hodgson, 1835 (tegenwoordig een ondersoort van Callosciurus pygerythrus). Daarom stelde Moore de nieuwe geslachtsnaam Sundasciurus voor. Binnen het geslacht Sundasciurus benoemde hij twee ondergeslachten: Aletesciurus voor de grotere vormen (de Filipijnse soorten en S. hippurus) en Sundasciurus voor de kleinere vormen (de andere soorten). Deze ondergeslachten verschillen ook in enkele kenmerken van de schedel. Bij Aletesciurus is de schedel 50 tot 60 mm lang, bij Sundasciurus 30 tot 40 mm.

### Soorten
Er worden 20 soorten in dit geslacht geplaatst:
- Ondergeslacht Aletesciurus
  - Sundasciurus davensis (Sanborn, 1952)
  - Sundasciurus everetti (Thomas, 1890)
  - Sundasciurus hippurus (I. Geoffroy, 1831)
  - Sundasciurus hoogstraali (Sanborn, 1952)
  - Sundasciurus juvencus (Thomas, 1908)
  - Sundasciurus mindanensis (Steere, 1890)
  - Sundasciurus moellendorffi (Matschie, 1898)
  - Sundasciurus philippinensis (Waterhouse, 1839)
  - Sundasciurus rabori Heaney, 1979
  - Sundasciurus samarensis (Steere, 1890)
  - Sundasciurus steerii (Günther, 1877)
- Ondergeslacht Sundasciurus
  - Sundasciurus altitudinis (H. C. Robinson & Kloss, 1916)
  - Sundasciurus brookei (Thomas, 1892)
  - Sundasciurus fraterculus (Thomas, 1895)
  - Sundasciurus jentinki (Thomas, 1887)
  - Sundasciurus lowii (Thomas, 1892)
  - Sundasciurus natunensis (Thomas, 1895)
  - Sundasciurus robinsoni (Bonhote, 1903)
  - Sundasciurus tahan (Bonhote, 1908)
  - Sundasciurus tenuis (Horsfield, 1824)